# Canal de Jonction
Het Canal de Jonction is een kanaal in de regio Occitanië. 
Deze waterweg werd uiteindelijk afgewerkt in 1780, zowat honderd jaar nadat het in 1685 gepland werd als de ontbrekende schakel tussen het nabijgelegen Canal du Midi en de Aude waarvan even verder het Canal de la Robine aftakt. Door de bouw van het kanaal was een overslag van goederen over land om Narbonne te bereiken niet langer nodig. 
Het korte rechtlijnige kanaal ligt volledig op het grondgebied van Sallèles-d'Aude en overwint een hoogteverschil van 23 meter met 7 sluizen.